# Donja Ržanica
Donja Ržanica (en serbe cyrillique : Доња Ржаница) est un village du nord-est du Monténégro, dans la municipalité de Berane.

## Démographie

### Évolution historique de la population
| 1948 | 1953 | 1961 | 1971 | 1981 | 1991 | 2003 |
| ---- | ---- | ---- | ---- | ---- | ---- | ---- |
| 833  | 846  | 859  | 936  | 865  | 841  | 810  |